# Zeitschrift
Eine Zeitschrift (historisch auch Journal, Magazin) ist ein Periodikum, das in regelmäßigen Abständen (meist wöchentlich, zweiwöchentlich oder monatlich) in gleicher Einband-Form erscheint und inhaltlich meist besonderen thematischen oder facheinschlägigen Ausrichtungen entspricht. Sie erscheint als geheftete, broschierte oder seltener als gebundene Ausgabe. Mit der Ausbreitung der Neuen Medien wurden seit etwa der Jahrtausendwende vermehrt elektronische Zeitschriften herausgegeben, manche parallel zu der gedruckten Ausgabe, einige aber auch ausschließlich elektronisch.

## Definitionen
Allgemeine Definitionen
Im Duden wird eine Zeitschrift so definiert

„meist regelmäßig (wöchentlich bis mehrmals jährlich) erscheinende, geheftete, broschierte o. ä. Druckschrift mit verschiedenen Beiträgen, Artikeln usw. [über ein bestimmtes Stoffgebiet]“

Viele Publikumszeitschriften werden in der Gegenwart in hochwertigem Farbdruck hergestellt.
Abgrenzungen zu anderen Periodika
Eine Zeitung erscheint im Gegensatz dazu täglich oder mehrmals wöchentlich und erhebt dazu auch den Anspruch der Aktualität und Universalität (umfassende Berichterstattung).
Ein Jahrbuch oder Almanach erscheint einmal jährlich und wird begrifflich von einer Zeitschrift unterschieden, entspricht aber ansonsten den gleichen Kriterien.

## Gattungen

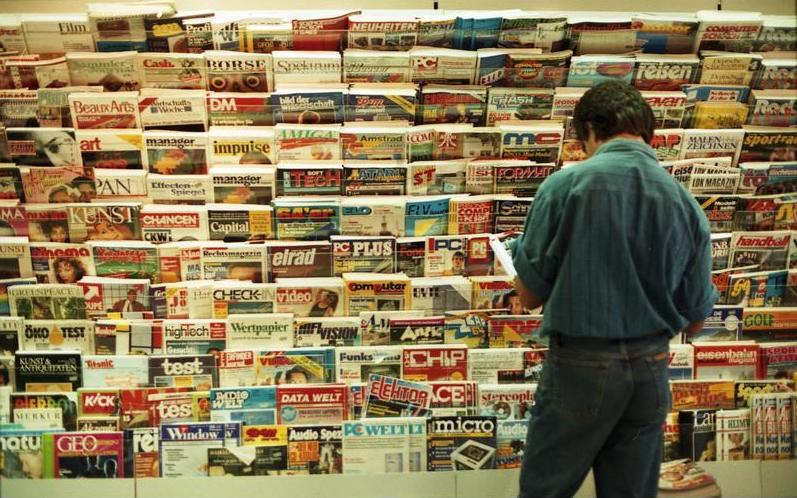
Zeitschriften im Handel (1988)

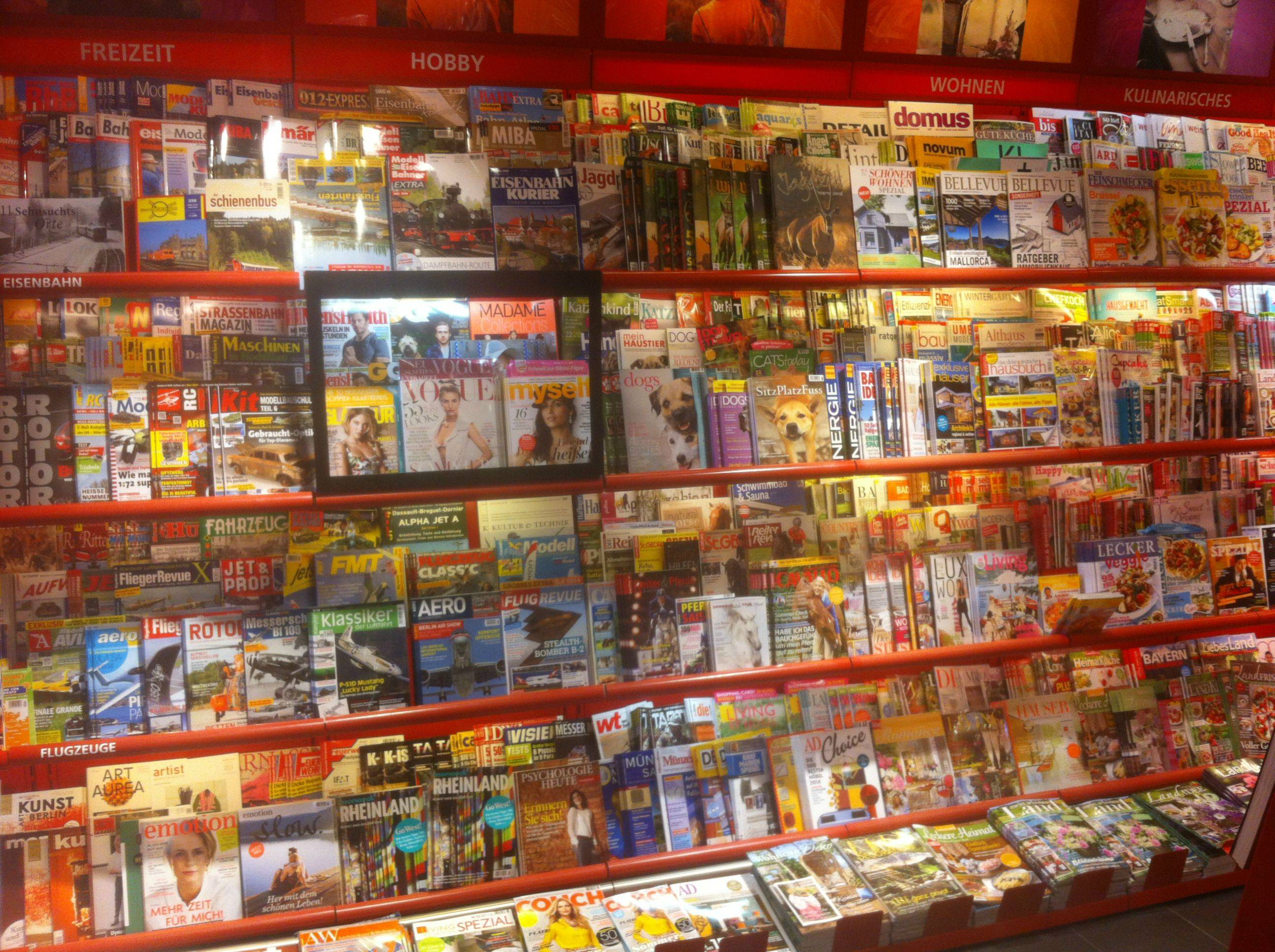
Zeitschriften im Handel (2014)

Zeitschriften befassen sich entweder mit einer Bandbreite an unterschiedlichen und vielfältigen Themen, oder sie informieren über fachlich Aktuelles.
Unterschieden wird zwischen Publikumszeitschriften und Fachzeitschriften. Zunehmende Bedeutung erlangen auch Mitglieder-, Kunden- und Mitarbeiterzeitschriften.

### Publikumszeitschriften
Publikumszeitschriften werden unterteilt in vier Zeitschriftentypen, wobei anzumerken ist, dass die Grenzen fließend sind:
General-Interest-Zeitschriften
Zu ihnen gehören zum Beispiel Illustrierte, Nachrichtenmagazin, Wirtschaftsmagazin, Programmzeitschrift, klassische Frauenzeitschriften (Mode, Wellness, Hochglanzmagazine etc.), unterhaltende Frauenzeitschriften (Regenbogenpresse), klassische Männermagazine, Kinderzeitschriften (wie Bummi) und Jugendzeitschrift (Bravo, Popcorn etc.)
Special-Interest-Zeitschriften
Hierzu zählen beispielsweise die Filmzeitschriften, Musikmagazine, Rätselzeitschriften, Sportzeitschriften, Reisemagazine, Populärwissenschaftliche Zeitschriften, Schwulenmagazine, Satiremagazine, Kulturzeitschriften, Stadtmagazine und Independent-Titel.
Weitere Typen sind Zielgruppenzeitschriften und Very-Special-Interest-Zeitschriften
Seit etwa den frühen 1950ern besteht der Begriff Publikumszeitschrift. Diese Gattung bzw. Gruppe der Zeitschriften gilt als die reichweiten-, umsatz- und auflagenstärkste.

### Fachzeitschriften
Fachzeitschriften (facheinschlägige Publikationen) sind die titelreichste Gattung. Dazu zählen unter anderem Zeitschriften zu bestimmten Themen wie für Computer, Sportarten oder Hobbys, Literaturzeitschriften, Wissenschaftszeitschriften oder Kulturzeitschriften.

### Corporate Publishing
Unter Corporate Publishing werden alle unternehmensbezogenen medialen Veröffentlichungen verstanden, darunter auch Zeitschriften. Hierbei sind Mitgliederzeitschriften, Kundenzeitschriften, Mitarbeiterzeitschriften und sogenannte Werkzeitungen besonders hervorzuheben. Sie erreichen oft hohe Auflagen.

### Sonstige
- Alternativzeitschrift
- Anarchistische Zeitschriften
- Gefangenenzeitung
- Intelligenzblatt
- Konfessionelle Zeitschrift (siehe hierzu auch Liste christlicher Zeitschriften)
- Moralische Wochenschrift
- Verbands- und Vereinszeitschriften
- Amtsblätter
- Titel der Insertionspresse

### Einteilung nach Erscheinungsweise
Außerdem werden Periodika auch nach der Periodizität ihrer Veröffentlichung unterschieden:
- Wochenzeitschrift, Wochenschrift
- Halbmonatsschrift
- Monatsheft, erscheint monatlich
- Quartalsschrift (Quartalszeitschrift), Vierteljahrsschrift
- Jahrbuch, erscheint jährlich

## Geschichte

### Anfänge bis zum 17. Jahrhundert
Zeitschriften im heutigen Sinne als fachlich spezifizierte Periodika gab es erst seit 1663 in Europa. Vorher wurden verschiedenste Formen von Druckschriften, wie Flugschriften, Wochenschriften, Einblattdrucke, Streitschriften, Relationen und Messrelationen, Avisen, Chroniken und weitere hergestellt, die aber zumeist aktuelle gesellschaftliche Ereignisse beschrieben und daher eher als Zeitungen im heutigen Sinne einzuordnen sind. Dies gilt auch für die Rorschacher Monatsschrift von 1597 als erstes deutschsprachiges Periodikum.
Seit 1663 erschienen in Frankreich und England fachspezifische Zeitschriften, wie das Journal des sçavans (Paris, 1665) und die Philosophical Transactions of the Royal Society (London, 1665), schon in den jeweiligen Landessprachen, obwohl das in der Wissenschaft vorherrschende Latein auch weiterhin publizistischer Standard blieb.
Eine der ersten deutschen Zeitschriften, die Miscellanea curiosa medicophysica von 1670 wurde noch in lateinischer Sprache verfasst, während die meisten anderen in Deutsch erschienen, wie die Relationes curiosae (1681), die Monats-Gespräche (1688), die Monatlichen Unterredungen einiger guter Freunde von allerhand Büchern und anderen annehmlichen Geschichten (1689) und die Neue Bibliothec (1709).

### Aufklärung und weitere Spezialisierung im 18. Jahrhundert
Der Begriff der Zeitschrift wurde zuerst von Peter von Hohenthal 1751 und dann von Gottfried August Bürger 1784 verwendet.
Auf der Höhe der Aufklärungsbewegung im 18. Jahrhundert in Deutschland wurde die Zeitschrift zum entscheidenden und einflussreichen Medium der Zeit. Das belegen nicht nur die zahlreich erscheinenden Moralischen Wochenschriften, sondern eindrucksvoller noch das erste zeitgenössische Allgemeine Sachregister von Beutler/Gutsmuths (1790), in dem es heißt:

„Durch die Zeitschriften wurden die Kenntnisse, welche sonst nur das Eigenthum der Gelehrten waren, und in Büchern aufbewahrt wurden, die der größre Theil der Nation nicht verstand, nicht lesen konnte, und nicht lesen mochte, diese Kenntnisse der Gelehrten wurden durch die Zeitschriften allgemein in Umlauf gebracht, gereinigt, und in die allgemeine Volkssprache übergetragen, und giengen nun gleich einer bequemen Scheidemünze durch alle Hände.“

Fast gleichzeitig erschien ein Repertorium von Johann Samuel Ersch, das mehrbändig über die allgemeinen deutschen Journale und andere periodische Sammlungen informierte.
Die zahlreichen Zeitschriften des 18. Jahrhunderts sind inzwischen bibliographisch umfassend erforscht und erfasst.
Zeitschriften aus dieser Zeit waren unter anderem das Politische Journal nebst Anzeige von gelehrten und anderen Sachen (ab 1781) und die Minerva (ab 1792).
Im 18. Jahrhundert begann auch eine weitere thematische Spezialisierung in den Zeitschriften. Mit der Herausgabe von medizinischen, juristischen, theologischen und historischen Journalen setzte die Entwicklung der Gattung Fachzeitschrift ein.

### Weitere Entwicklungen seit dem 19. Jahrhundert
Für den Fachdiskurs innerhalb der Wissenschaften begannen dann im 19. Jahrhundert die wissenschaftlichen Zeitschriften ihre grundlegende Rolle zu spielen, die bis in die Gegenwart anhält.

Eine zunehmende Bedeutung erhielten seit dem späten 19. Jahrhundert auch Illustrierte und weitere Publikumszeitschriften, wie Modejournale.
Seit dem frühen 21. Jahrhundert werden die Druckzeitschriften zunehmend durch elektronische Medien verdrängt, viele sind inzwischen auch in Online-Versionen verfügbar.

## Statistik
2005 betrug die Gesamtauflage der Publikumszeitschriften, die von der IVW in Deutschland erfasst werden, pro Ausgabe rund 123,1 Millionen Exemplare. Die Titelanzahl der Fachzeitschriften in Deutschland betrug 2005 3.637 mit einer Gesamtauflage von 15,1 Millionen Exemplaren. 
Während nur etwa 45 % der Publikumszeitschriften im Abonnement vertrieben werden, sind es bei den Fachzeitschriften etwa 90 %.
Statistisch gesehen hat jeder Deutsche ab dem sechsten Lebensjahr im Jahr 2005 34 Zeitschriften erworben. (Quelle: IVW, 873 gemessene Publikumszeitschriften, ohne unter anderem die Sonderhefte).

### Verkaufszahlen 2008
- Aktuelle Zeitschriften und Magazine: 33,4 Millionen Exemplare
- Frauenzeitschriften: rund 71,8 Millionen Exemplare (wöchentliche 43,0 Mio., 14-tägliche 8,4 Mio., monatliche 20,4 Mio.).
- Programmzeitschriften: 72,4 Millionen Exemplare

Aktuelle Zahlen veröffentlicht regelmäßig der Verband Deutscher Zeitschriftenverleger e. V.

### Internetaktivitäten
Nach einer Emnid-Studie vom Verband der Deutschen Fachpresse im Börsenverein des Deutschen Buchhandels wird das Internet gleich stark genutzt wie die Printversionen, allerdings bei einem Umsatzanteil von nur 2 Prozent. Eine Studie des Verbands Deutscher Zeitschriftenverleger nennt 4,6 Prozent und erwartet bis 2009 mehr als eine Verdoppelung.

## Einzelne Zeitschriften
- Liste der Listen von Zeitschriften